# Alcimo Ecdicio Avito
Alcimo Ecdicio Avito (in latino Alcimus Ecdicius Avitus; Vienne, 450 – Vienne, 5 febbraio 523) è stato un poeta, arcivescovo e santo romano vissuto fra V secolo e VI secolo. È venerato come santo dalla chiesa cattolica e da quella ortodossa.

## Biografia
Avito fu arcivescovo di Vienne dal 494 circa al 5 febbraio 523.
Apparteneva a un'importante famiglia gallo-romana forse imparentata con l'imperatore romano Avito (455-456) e altri illustri personaggi (è attestato uno stretto legame di Avito con il figlio di Sidonio Apollinare, che fu genero dell'imperatore omonimo) e che si tramandava gli onori ecclesiastici (il padre Isicio, dopo aver condotto vita secolare, di comune accordo con la moglie Audenzia, fece voto di castità e, dopo il 474, fu eletto vescovo della sua città, succedendo a Mamerto). Ebbe un fratello, Apollinare, che fu vescovo di Valence, col quale ha uno scambio epistolare e al quale dedica i suoi Libelli de spiritalis historiae gestis, e due sorelle. A una di queste, Fuscina, dedica il De virginitate.
Salì al soglio episcopale probabilmente nel 490.
In un periodo difficile per la Chiesa nella Gallia meridionale, Avito si impegnò alacremente e con successo nello sradicamento dell'arianesimo tra i burgundi. Riuscì a vincere le resistenze di re Gundobado e a convertire il figlio, re Sigismondo (516-523) al cattolicesimo.
Avito presiedette il Concilio di Epaon nel 517, da lui convocato, nel quale venne sancito il passaggio del popolo burgundo alla religione cattolica.

## Opere

### Opere in prosa
Avito fu autore di un celebre epistolario, di quasi cento lettere, comprendendo quelle a lui indirizzate, quelle da lui redatte per conto del re Sigismondo, le epistole frammentarie e quelle di cui siamo a conoscenza, ma che non ci sono giunte. È un'opera di grande rilevanza per ricostruire la vita e la realtà politica, sociale ed ecclesiastica degli anni 499-518 e sono una fonte primaria per la prima politica della dinastia merovingia. Famosa è l'epistola inviata a Clodoveo I in occasione del suo battesimo. Questo epistolario attesta le strette relazioni esistenti tra il vescovo di Vienne e il sovrano ariano dei burgundi, Gundobado, e suo figlio, il cattolico Sigismondo.
Per lungo tempo è stato attribuito ad Avito il Dialogi cum Gundobado Rege (Dialoghi con re Gundobado), scritto per difendere la fede cattolica contro gli ariani, che pretende di rappresentare il famoso colloquio di Lione del 449, e pubblicato prima da D'Achery (1661) nel suo Spicilegium (V, 110-116).
(Ep. xxxiv; ed. Peiper)
Nel 1885 tuttavia Julien Havet ha dimostrato, che Avito non ne è l'autore ma sarebbe stato invece scritto dall'oratore Jérome Viguier che contraffece la lettera di papa Simmaco (13 ottobre 501) ad Avito.
Delle sue orazioni e dei suoi sermoni solo due sono arrivati fino ad oggi interi, per il resto sono conservati solo frammenti, riassunti e stralci.
I suoi lavori in prosa comprendono anche Contra Eutychianam Hæresim libri II, scritti nel 512 o nel 513.

### Opere poetiche
La notorietà letteraria di Avito è dovuta, oltre che alle sue lettere, a un lungo poema di 2552 esametri classici, in cinque libri, il De spiritualis historiae gestis, che tratta temi biblici che vanno dal peccato originale alla cacciata dall'Eden al diluvio universale fino alla traversata del Mar Rosso. Un'opera di spessore contenutistico e retorico-letterario. Avito parla degli eventi biblici, evidenziandone la bellezza, la sequenza e il significato. I primi tre libri offrono una certa unità drammatica; in questi sono raccontati i preliminari del grande disastro, la catastrofe stessa e le conseguenze. Il quarto e il quinto libro si riferiscono al diluvio e all'attraversamento del Mar Rosso come simboli del battesimo.
È uno degli ultimi maestri dell'arte della retorica così com'era insegnata alla scuola di Gallia del IV e V secolo. Eberto disse che nessuno degli antichi poeti cristiani trattò con maggiore successo gli elementi poetici della Bibbia.
La sua dizione poetica, anche se abbonda in termini arcaici e ridondanze ritmiche, è pura e selezionata, e le regole della metrica sono ben osservate. Milton tenne presente il De spiritualis historiae gestis nella preparazione del Paradiso perduto.
Scrisse anche un poema in 666 esametri il De Virginitate o De consolatio castitatis laude indirizzati alla sorella Fuscina, una suora, lodandone la verginità.
I lavori di Avito si possono trovare in Migne, P.L., LIX, 191-398. Ce ne sono due edizioni recenti: una di R. Peiper (in Mon. Germ. Hist.: Auct. Antiq., VI, Berlino, 1883), l'altra di U. Chevalier (Lione, 1890).